# Montesquieu-Volvestre
Montesquieu-Volvestre (em occitano:  Montesquiu de Volvèstre) é uma comuna francesa na região administrativa da Occitânia, no departamento do Alto Garona. Estende-se por uma área de 59.82 km², com 3.079 habitantes, segundo o censo de 2018, com uma densidade de 51 hab/km².